# Yukarıyabanlı, Arapgir
Yukarıyabanlı là một xã thuộc huyện Arapgir, tỉnh Malatya, Thổ Nhĩ Kỳ. Dân số thời điểm năm 2011 là 73 người.